# Montoro Inferiore
Montoro Inferiore este o comună din provincia Avellino, regiunea Campania, Italia, cu o populație de 10.573 de locuitori și o suprafață de 19.67 km².

## Demografie
Format:Demografia/Montoro Inferiore